# Stora Marö
Stora Marö är en ö i Sankt Annas skärgård, belägen i de grunda vattnen innanför Södra Finnö och Espö. Stora Marö är svårtillgänglig med båt till följd av de grunda vattnen. Ön gränsar mot fastlandet till vilket man kan gå till torrskodd vid lågt vatten. Ön är obebyggd, naturen präglas av eklandskap.  